# Provespa
Genre
Provespa est un genre d'hyménoptères de la famille des Vespidae, de la sous-famille des Vespinae. Il comporte trois espèces nocturnes de couleur brun-orangé.

## Liste des espèces
- Provespa anomala (Saussure 1854)
- Provespa barthelemyi (Buysson 1905)
- Provespa nocturna (Vecht 1935)

## Référence
- Ashmead, 1903 : Provespa, a new genus in the Vespidae. Entomological News, vol. 14, p. 182.